# Noah Christoffersson
Noah Love Christoffersson, född 11 maj 1999 i Malmö, är en svensk fotbollsspelare som spelar för Örgryte IS.

## Karriär
Christoffersson inledde karriären i Kulladals FF, men tog som 16-åring klivet över till Trelleborgs FF. Säsongen 2017 vann han skytteligan i U19-Allsvenskan med 23 mål. Samma säsong debuterade han för Trelleborgs FF:s A-lag i en match i Svenska cupens andra omgång mot Assyriska IF. Väl framme i cupens gruppspel 2018 fick Christoffersson fler chanser att visa upp sig. Efter ett kortare inhopp mot Östersunds FK fick han åter speltid i den sista gruppspelsmatchen mot Åtvidabergs FF, där han även skrev in sig i målprotokollet genom att fastställa 3–0-resultatet.
I augusti 2018 lånades Christoffersson ut till Kristianstad FC i Division 1 Södra för att få större möjlighet att spela seniorfotboll. Han fick debutera direkt för Kristianstad FC i en match mot Oskarshamns AIK och gjorde sina två första mål i seriespel på seniornivå några matcher senare mot Husqvarna FF.
I april 2019 lånades Christoffersson ut till Österlen FF. I juli 2019 lånades han ut till Eskilsminne IF. Efter säsongen 2019 lämnade Christoffersson Trelleborgs FF. Den 10 december 2019 värvades han av Eskilsminne IF. I januari 2021 värvades Christoffersson av Lunds BK.
Inför säsongen 2022 värvades Christoffersson av Torns IF. Han blev skyttekung i Ettan Södra 2022 med 21 mål på 29 matcher. I december 2022 värvades Christoffersson av Örgryte IS, där han skrev på ett treårskontrakt.
I februari 2025 förlängde han sitt kontrakt med Örgryte till och med säsongen 2027.